# Argo Shipping Group
ТОВ «Argo Shipping Group» — українська приватна судноплавна компанія зі штаб-квартирою в Херсоні, що надає послуги з перевезення вантажів морським та річковим флотом.
Компанія заснована у 2001 році. Є одним з лідерів водних вантажоперевезень в Україні. Окрім вантажоперевезень здійснює цілий ряд суміжних логістичних операцій. До структури компанії входять дві дочірні:  СК «АРГО» та СК «ЕНІРЕ».

## Флот
Флот компанії представлений вантажними суднами:
- "HOVERLA  A."
- "MONT BLANC A."
- «MONTE ROSA A."
- "PORADA"
- «LIZORI"
- «FETIDA»
- «LIME»
- «DAISY»
- "LIVERPOOL"
- "MANCHESTER"
- "SV.ANNA"
- "MILA"
- "ASPRO"
- Floating crane РК-3-63

## Діяльність
- Морські та річкові вантажні перевезення
- Експедиція вантажів
- Агентування суден
- Технічний супровід та ремонт суден.